# Grammoptera elongata
Grammoptera elongata là một loài bọ cánh cứng trong họ Cerambycidae.